# 活構造
活構造（かつこうぞう, active structure）とは、活断層や活褶曲などの、比較的新しい時代に活動したと見られる地形を指す地質学の用語。
場合にもよるが、おおむね第三紀または第四紀以降に、断層運動によるずれや褶曲の形成などが発生した場所を言う。このような場所は、現在においても比較的活動が活発だと考えられ、近い将来に再び活動し、地震を含めた大規模な瞬時の地形変化を起こしやすいとされる。
そのため、地震学では、将来起こりうる地震の震源断層を推定するために、活構造の位置を調査する手法が広く採用されている。